# Włodzimierz Rewski
Włodzimierz Rewski (ur. 27 września 1876 w Łukowie, zm. 8 marca 1948 w Chełmie) – polski prawnik, działacz społeczny, publicysta, kolekcjoner.

## Życiorys
Rodzicami byli Aleksander Rewski(- 1890), emerytowany podporucznik wojsk rosyjskich, burmistrz Garwolina (1877) i Łukowa (1878) oraz Helena Podkońska herbu Rawicz.
W 1899 Włodzimierz Rewski uczył się w gimnazjum w Białej Podl.. Za działalność polityczną był relegowany. Do połowy 1904 studiował na Wydziale Prawniczym Cesarskiego Uniwersytetu Warszawskiego, który ukończył z wyróżnieniem otrzymując tytuł kandydata uniwersytetu.
Po ukończeniu aplikacji był do 1914 sędzią sądu handlowego w Warszawie (Варшавский коммерческий суд). Równocześnie był nauczycielem w gimnazjum prywatnym gen. Pawła Chrzanowskiego. Współpracował ze Stanisławem Wojciechowskim w ruchu spółdzielczym w Warszawie. Założył stowarzyszenie spożywców „Społem” w Piasecznie koło Warszawy, gdzie zamieszkał z rodziną.
W czasie pierwszej wojny światowej Włodzimierz Rewski został zmobilizowany i przydzielony jako radca prawny do wojskowego zarządu robót hydrotechnicznych Frontu Rumuńskiego.  Po rewolucji lutowej 1917 służył jako ochotnik w polskiej formacji wojskowej w Odessie.  Był prezesem Polskiej Rady Bezpieczeństwa Odessy. Jako wiceprezesem Polskiego Wojskowego Komitetu Wykonawczego Frontu Rumuńskiego w Odessie uczestniczył w I Ogólnym Zjeździe Związku Wojskowych Polaków w Piotrogrodzie w czerwcu 1917, na którym doszło do rozłamu i opuszczenia Związku przez zwolenników lewicy. Po rozłamie należał do grupy lewicy. W czasie odrębnych obrad tej grupy został wybrany na przewodniczącego sekcji statutowej, a z ramienia utworzonego przez grupę Komitetu Głównego Związku Wojskowych Polaków (Lewicy) był członkiem delegacji do ministra wojny i marynarki wojennej Rządu Tymczasowego, Aleksandra Kiereńskiego. Delegacja Komitetu Głównego naświetliła przebieg Ogólnego Zjazdu Wojskowych Polaków z własnego punktu widzenia i przedstawiła ministrowi wojny swój program. Delegacja uzyskała zwolnienie 17 polskich legionistów więzionych w Kijowie. W grudniu 1917 wziął udział w II Zjeździe Związku Wojskowych Polaków. którzy uznali Komitet Główny ZWPL w Moskwie. Był także wiceprezesem Rady Organizacji Polskich Rosji Południowej oraz wydawcą czasopisma „Głos Polski w Odessie. Pismo polityczne. społeczne i literackie".
Włodzimierz Rewski wrócił do Piaseczna po rozwiązaniu polskich formacji wojskowych na terenie Rosji w 1918. W początku lat dwudziestych zorganizował tam budowę osiedla willowego dla inteligencji pracującej w Warszawie, które nazwał Reytany. Jako mieszkaniec Piaseczna brał czynny udział w życiu społecznym miasta, był radnym w pierwszym po odzyskaniu niepodległości miejskim samorządzie.
Włodzimierz Rewski został sędzią Sądu Okręgowego w Warszawie, a 28 listopada 1921 wiceprezesem tegoż sądu. Po wielu latach pracy na tym stanowisku ustąpił na własne żądanie i zarządzeniem Ministra Sprawiedliwości został mianowany pisarzem hipotecznym w Równem. Następnie był notariuszem w Chełmie. Prowadził szeroką działalność społeczną na rzecz estetyki, ładu, higieny i ochrony przyrody. Założył Towarzystwo Uporządkowywania i Upiększania Miasta Chełma. Był również członkiem zarządu Stowarzyszenia Przyjaciół Kultury Polskiej, prezesem Polskiej Macierzy Szkolnej, prezesem Polskiego Czerwonego Krzyża. Był również przewodniczącym chełmskiego koła Towarzystwa Rozwoju Ziem Wschodnich. W ramach Towarzystwa prowadził starania o utworzenie samodzielnej diecezji chełmskiej obrządku łacińskiego ze stolicą biskupią w Chełmie. Pracował w kolegium redakcyjnym „Kroniki Nadbużańskiej”. W ramach działalności publicystycznej ogłosił drukiem następujące prace:
- O dostęp własny do morza Czarnego (Równe 1934),
- Nadzwyczajna okazja do rozbudowy floty wojennej (Chełm Lubelski 1936),
- O brakach i potrzebach miasta Chełma (tamże 1936).

Włodzimierz Rewski. przetłumaczył z rosyjskiego i opatrzył przedmową opowieść Własa Doroszewicza: „Sąd kalifa nad tancerką" (Chełm Lubelski 1938). Ogłaszał artykuły w prasie prawniczej.
Był odznaczony Medalem Niepodległości. 

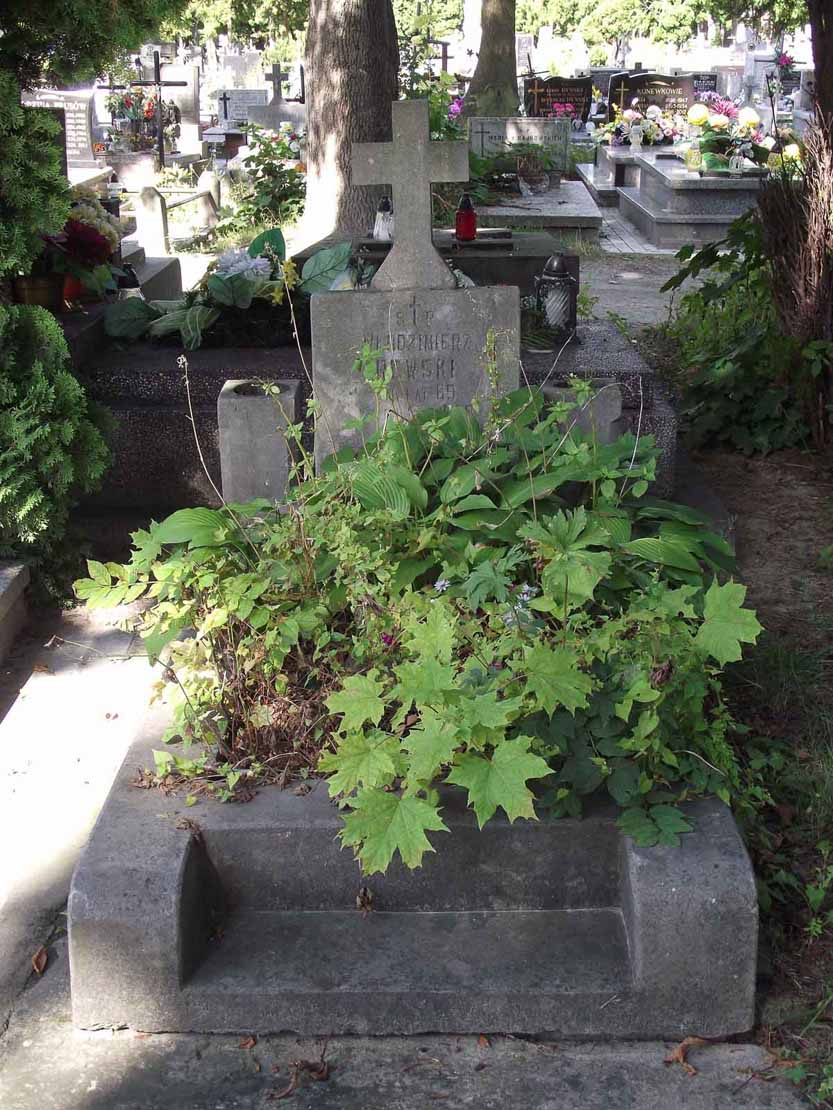
Grób Włodzimierza Rewskiego na Cmentarzu Parafialnym w Chełmie

Poza pracą zawodową i społeczną aktywnie oddawał się pasji kolekcjonerskiej. Gromadził dzieła dawnej sztuk polskiej w tym zegary polskie z XVI, XVII. XVIII i początków XIX wieku. Najcenniejszy z nich renesansowy XVI-wieczny zegar stołowy z herbem miasta Poznania podarował Włodzimierz Rewski temu miastu. Większość zbiorów wraz z domem w Warszawie przy ul. Wielkiej 19 uległa zniszczeniu w czasie powstania warszawskiego. Okupację niemiecką w okresie drugiej wojny światowej Rewski przeżył w Chełmie. Znalazł się na liście osób przeznaczonych przez Niemców do likwidacji w ramach Akcji AB. Udało mu się uratować, ponieważ podczas aresztowań przebywał poza Chełmem w swojej posiadłości w Cycowie. Aresztowanych przewieziono, a następnie rozstrzelano w lesie zwanym Kumową Doliną.
Po zakończeniu wojny Włodzimierz Rewski pracował w Sądzie Grodzkim.   
Zmarł 8 marca 1948 w Chełmie i pochowany został na cmentarzu parafialnym przy ul. Lwowskiej (grób D/IX/648).   

## Życie prywatne
Włodzimierz Rewski poślubił w 1905 Annę Bogusławę Schirmer. Mieli troje dzieci:
- Zbigniewa (1905-1989), historyka sztuki i konserwatora zabytków,
- córkę Wandę Rewską Colacino (1907-1986), artystkę malarkę, żonę włoskiego dziennikarza i grafologa Clemente Colacino,
- Janusza (1908-1985), geodetę

Siostrą Włodzimierza była Eugenia Jaroszkiewicz. 